# Płociczno (Poméranie-Occidentale)
Pour les articles homonymes, voir Płociczno.
Płociczno est un village de Pologne, situé dans la gmina de Tuczno, dans le powiat de Wałcz, dans la voïvodie de Poméranie-Occidentale. Le village occupe une moraine terminale vallonnée.
Autrefois rattaché au district prussien d'Arnswalde, ce village frontalier a été intégré en 1938 au district de Posnanie-Prusse-Occidentale et faisait donc partie à la province de Poméranie. Au mois de mars 1945, l'arrondissement d'Arnswalde a été occupé par l'Armée rouge puis, en juillet 1945, placé sous administration polonaise par les Soviétiques. En 1946, la population allemande a été expulsée de l'arrondissement.

## Source
- (en) Cet article est partiellement ou en totalité issu de l’article de Wikipédia en anglais intitulé « Płociczno, West Pomeranian Voivodeship » (voir la liste des auteurs).

1. ↑  (pl) « Gmina Tuczno (zachodniopomorskie) » mapy, nieruchomości, GUS, noclegi, szkoły, regon, kody pocztowe, wypadki drogowe, bezrobocie, zarobki, wynagrodzenie, edukacja, tabele, demografia, przedszkola », sur Polska w liczbach (consulté le 11 août 2025)